# Calodera uliginosa
Calodera uliginosa – gatunek chrząszcza z rodziny kusakowatych i podrodziny rydzenic. Zamieszkuje Europę i Syberię.

## Taksonomia
Gatunek ten opisany został po raz pierwszy w 1832 roku przez Jamesa Francisa Stephensa pod nazwą Aleochara rufitarsis, jednak za ważną uznaje się nazwę wprowadzoną w 1837 roku przez Wilhelma Ferdinanda Erichsona.

## Morfologia
Chrząszcz o wydłużonym ciele długości od 3,4 do 4,4 mm. Ubarwienie ma czarniawobrązowe do czarnego z ciemnymi odnóżami. Szerokość głowy przekracza 445 µm, a szerokość szyi wynosi poniżej 0,7 szerokości głowy. Przedplecze jest szersze niż 500 µm, o powierzchni mniej lub bardziej błyszczącej. Genitalia samca cechują się środkowym płatem edeagusa dłuższym niż 590 µm i zaopatrzonym w słabiej niż u C. protensa i C. nigrita w widoku bocznym zakrzywiony wyrostek wentralny.

## Ekologia i występowanie
Owad ten preferuje stanowiska otwarte, choć znajdywany jest też w lasach. Wybiera siedliska wilgotne. Bytuje wśród mchów, w ściółce, pod mokrymi liśćmi i napływkami.
Gatunek palearktyczny. W Europie znany jest z Wielkiej Brytanii, Francji, Niemiec, Szwajcarii, Austrii, Włoch, Danii, Szwecji, Finlandii, Litwy, Polski, Czech, Słowacji, Węgier i Rumunii. Poza tym stwierdzony z syberyjskiej części Rosji.
Na „Czerwonej liście gatunków zagrożonych Republiki Czeskiej” umieszczony jest jako gatunek zagrożony wymarciem (EN).